# 天野慶子
天野 慶子（あまの けいこ、3月25日 - ）は、日本の女優、声優。東京都出身。身長163cm。

## 人物
趣味はスポーツ競技観戦、旅行、読書、映画鑑賞、日常英会話。特技は手話、クラシックバレエ、モダンバレエ。
かつてはシグマ・セブンに所属していた。

## 出演作品

### 映画
- 劇場版 新・ミナミの帝王

### 舞台
- フランク演劇クレアシオン「行き交い」
- スガナレル
- 二都物語

### テレビアニメ
- こどものおもちゃ（1996年、志村さん）
- こちら葛飾区亀有公園前派出所（1996年 - 2016年、山口、駄菓子屋のばあさん 他）

### 劇場アニメ
- 魔法学園LUNAR! 青い竜の秘密（1997年、優秀な生徒達）
- こちら葛飾区亀有公園前派出所 THE MOVIE（1999年）

### ラジオ
- 佐藤稔&セブンスポーツギムレット